# Amma Makkal Munnetra Kazagam
Amma Makkal Munnettra Kazagam (trad. Amma People Progressive Federation; abr. AMMK) és un partit polític regional indi amb gran influència a l'estat de Tamil Nadu i al territori de la unió de Pondicherry. AMMK és un partit dravídic fundat per T. T. V. Dhinakaran a Madurai el 15 de març de 2018 com a facció separatista de l'All India Anna Dravida Munnetra Kazhagam. A TTV Dhinakaran se'ls va assignar el càrrec de secretari general del partit, respectivament.